# In the Army Now
| 전문가 평가 | 전문가 평가 |
| 평가 점수   | 평가 점수   |
| 출처        | 점수        |
| ----------- | ----------- |
| AllMusic    | [ 1 ]       |
| Kerrang!    | [ 2 ]       |

《In the Army Now》는 1986년 8월 29일에 버티고 레코드에 의해 발매된 영국의 하드 록 밴드 스테이터스 쿠오의 열일곱 번째 스튜디오 음반이다. 옥스포드셔주의 치핑 노턴 레코딩 스튜디오와 서리주의 제이콥스 스튜디오에서 녹음된 이 음반은 1986년 3월에 합류한 베이시스트 존 에드워즈와 드러머 제프 리치가 참여한 포스트 라이브 에이드 라인업이 있는 첫 음반이었다.

## 배경
"나중에 이 레이블의 아무도 베이시스트 앨런 랭커스터와 릭 파핏이 나오는 스테이터스 쿠오에 관심이 없다는 말을 들었습니다"라고 프론트맨 프랜시스 로시가 회상했다. "그들은 파핏과 나를 원했습니다. 우리가 함께 무언가를 하지 않으면 엄청난 돈을 갚아야 한다는 것도 배웠습니다... 저는 랭커스터와 다시는 일하지 않겠다고 단호하게 말했지만, 그는 우리에게 만약 그가 없다면 우리를 해고할 것이라고 경고했습니다. 그리고 우리가 이겼을 때 그는 미친 듯이 화를 냈습니다."
이 음반에는 1982년 네덜란드의 듀오 볼란드 & 볼란드가 처음 녹음한 〈In the Army Now〉와 전 모트 더 후플 가수 이언 헌터의 1983년 음반 《All of the Good One Are Taken》에 수록된 〈Speechless〉의 커버가 포함되어 있다.
"타이틀곡은 훌륭했지만, 너무 많은 필러를 가지고 있었다"라고 파핏은 나중에 음반에 대해 관찰했다.

## 곡 목록
| #  | 제목                | 작사·작곡                    | 재생 시간 |
| -- | ------------------- | ---------------------------- | --------- |
| 1. | 〈Rollin' Home〉    | 존 데이비드                  | 4:26      |
| 2. | 〈Calling〉         | 프랜시스 로시, 버니 프로스트 | 4:04      |
| 3. | 〈In Your Eyes〉    | 로시, 프로스트               | 5:08      |
| 4. | 〈Save Me〉         | 로시 릭 파핏                 | 4:25      |
| 5. | 〈In the Army Now〉 | 롭 볼란드, 퍼디 볼란드       | 4:41      |

| #  | 제목                | 작사·작곡         | 재생 시간 |
| -- | ------------------- | ----------------- | --------- |
| 1. | 〈Dreamin'〉        | 로시, 프로스트    | 2:55      |
| 2. | 〈End of the Line〉 | 리키 패트릭, 파핏 | 4:59      |
| 3. | 〈Invitation〉      | 로시, 밥 영       | 3:16      |
| 4. | 〈Red Sky〉         | 데이비드          | 4:14      |
| 5. | 〈Speechless〉      | 이언 헌터         | 3:41      |
| 6. | 〈Overdose〉        | 핍 윌리엄스, 파핏 | 5:25      |

## 인증
| 국가                       | 인증 | 판매량/출하량 |
| -------------------------- | ---- | ------------- |
| 노르웨이 (IFPI 노르웨이)   | 실버 | 25,000        |
| 스페인 (PROMUSICAE)        | 골드 | 50,000        |
| 영국 (BPI)                 | 골드 | 100,000^      |
| ^출하량을 기반으로 한 인증 |      |               |